# Hypodematium microlepioides
Hypodematium microlepioides är en ormbunkeart som beskrevs av Ren-Chang Ching och Shing. Hypodematium microlepioides ingår i släktet Hypodematium och familjen Hypodematiaceae. Inga underarter finns listade.